# SAML/Aviatik B.I
Il SAML/Aviatik B.I era un monomotore biplano da ricognizione e da addestramento biposto prodotto dall'azienda italiana Società Anonima Meccanica Lombarda (SAML) su licenza Automobil und Aviatik AG negli anni dieci del XX secolo.

## Storia del progetto
Secondo alcune fonti il velivolo era realizzato dalla SAML, sulla base dell'Aviatik B.I, su licenza regolarmente rilasciata dalla casa madre alsaziana.
In epoca recente, tuttavia, un'altra fonte riporta un retroscena più avventuroso, indicando l'acquisizione del progetto come il frutto di un'operazione dei servizi segreti italiani dell'epoca.
Dal progetto originale dell'Aviatik B.I, la SAML sviluppò successivamente, in modo autonomo, due nuovi modelli: battezzati rispettivamente SAML S.1 ed S.2, furono prodotti in serie (in oltre 650 esemplari complessivi) ed impiegati sia in Italia che all'estero. Fra i produttori che contribuirono a tali numeri, un ruolo di rilievo fu assunto dalle Officine Moncenisio di Condove.

## Tecnica
Il B.I era un velivolo dall'aspetto e dalla costruzione, per l'epoca, convenzionale, monomotore biplano con carrello fisso realizzato in legno e tela.
La fusoliera, costruita con struttura in legno e rivestita con pannelli di compensato e tela verniciata, era caratterizzata dalla presenza di due abitacoli separati aperti posti in tandem, l'anteriore per l'osservatore ed il posteriore per il pilota. Questa soluzione, normalmente utilizzata nei primi modelli biposto dell'epoca, non consentiva di attrezzare il velivolo con armamento di difesa, caratteristica comune a tutti i ricognitori categorizzati come B Typ nella designazione Idflieg. Posteriormente terminava in un impennaggio classico monoderiva.
Il carrello d'atterraggio era semplice, fisso con grandi ruote collegate tramite un assale rigido, integrato posteriormente da un pattino d'appoggio posizionato sotto la fusoliera in prossimità della coda.
La propulsione era affidata ad un motore Fiat A.10 in linea raffreddato a liquido in grado di erogare una potenza pari a 100 CV (73,5 kW) ed abbinato ad un'elica bipala in legno a passo fisso.

## Impiego operativo
In Italia il velivolo venne utilizzato dal Servizio Aeronautico del Regio Esercito nel corso della prima guerra mondiale mentre l'aviazione turca lo impiegò nel corso di azioni belliche durante la guerra d'indipendenza.

## Utilizzatori
Italia
- Servizio Aeronautico del Regio Esercito

 Turchia
- Hava Kuvvetleri Müfettişliği

operò con alcuni esemplari ai quali venne sostituito il motore Fiat con un Mercedes.